# Daisuke Itō (réalisateur)
Pour les articles homonymes, voir Ito.
Daisuke Itō (伊藤 大輔, Itō Daisuke), né le 12 octobre 1898 et mort le 19 juillet 1981, est un réalisateur et scénariste japonais qui a joué un rôle déterminant dans le développement des formes modernes jidai-geki et chanbara du cinéma japonais.

## Biographie
Né à Uwajima dans la préfecture d'Ehime, Daisuke Itō fréquente le collège de Matsuyama où il fait la connaissance de Mansaku Itami, qu'il fera entrer plus tard dans le monde du cinéma, et du futur poète Kusatao Nakamura. Tous trois fondent une revue littéraire amateure, Rakuten.
En 1920, Daisuke Itō s'installe à Tokyo et partage le même appartement que Mansaku Itami. Il fréquente l'école d'acteurs de la Shōchiku mais il commence bientôt à écrire des scénarios sur le conseil de Kaoru Osanai. Son premier scénario est écrit pour le film Renaissance (新生, Shinsei) qui est aussi le premier film produit par les studios de la Shōchiku à Kamata. Le film est un succès et Daisuke Itō écrit de 1920 à 1923 plus d'une cinquantaine de scénarios pour la Shōchiku qu'il finit par quitter, car il aspire à la réalisation.
Il fait ses débuts de réalisation en 1924 à la Teikoku Kinema avec Journal d'ivresse (酒中日記, Shuchū nikki). Après avoir essayé de créer sa propre société de production, il rejoint la Nikkatsu et se fait connaître en 1927 avec le film en trois parties Le Journal de voyage de Chuji (忠次旅日記, Chūji tabi nikki), à présent considéré comme l'un des chefs-d’œuvre du jidai-geki.
Autour des années 1930, Daisuke Itō est le réalisateur japonais qui connaît le plus grand succès tant artistique que commercial. Particulièrement à l'époque du cinéma muet, il est reconnu pour un style très mobile de caméra qui lui vaut le surnom de Idō daisuki (« Aime le mouvement »), qui est un jeu de mots sur son nom. Les héros de ses films, comme Tange Sazen et Kunisada Chūji, sont souvent des insatisfaits et des nihilistes solitaires.
À partir des années 1950, Daisuke Itō devient indépendant et offre ses services à diverses sociétés de production. Il est toutefois critiqué pour ne pas avoir su se renouveler. Kenji Mizoguchi dira de lui : « Daisuke Itō, qui plus que tous a codifié le film historique pour des décennies, donnant à ses films une vitalité éblouissante, a trouvé son seul recours dans la répétition de ses innovations initiales, de façon de plus en plus monotone et stérile ».
Bien qu'ayant moins de succès après la venue du cinéma sonore, Itō travaille avec de nombreuses grandes vedettes du jidai-geki, en particulier Denjirō Ōkōchi, Kinnosuke Nakamura, Raizō Ichikawa et Tsumasaburō Bandō pour des studios tels que la Nikkatsu, la Daiichi Eiga et la Daiei au cours d'une carrière qui couvre près d'un demi-siècle. Daisuke Itō fait ses adieux au cinéma avec le scénario de La Légende de Musashi : Duel à mort (真剣勝負, Shinken shōbu) réalisé par Tomu Uchida, son 200e scénario.
En 1991, une copie partielle (96 minutes) de Le Journal de voyage de Chuji, longtemps considéré comme un film perdu, est découverte et projetée en public. Onze ans plus tard, c'est une copie partielle de Le Sabre pourfendeur d'hommes et de chevaux, correspondant à un peu plus de 20% de la version originale, qui est redécouverte.
Daisuke Itō a tourné près de cent films entre 1924 et 1970 et a écrit deux cents scénarios de 1920 à 1971.

## Filmographie sélective

### Comme réalisateur
Sauf indication contraire, les titres en français se basent sur la filmographie de Daisuke Itō dans l'ouvrage Le Cinéma japonais de Tadao Satō.

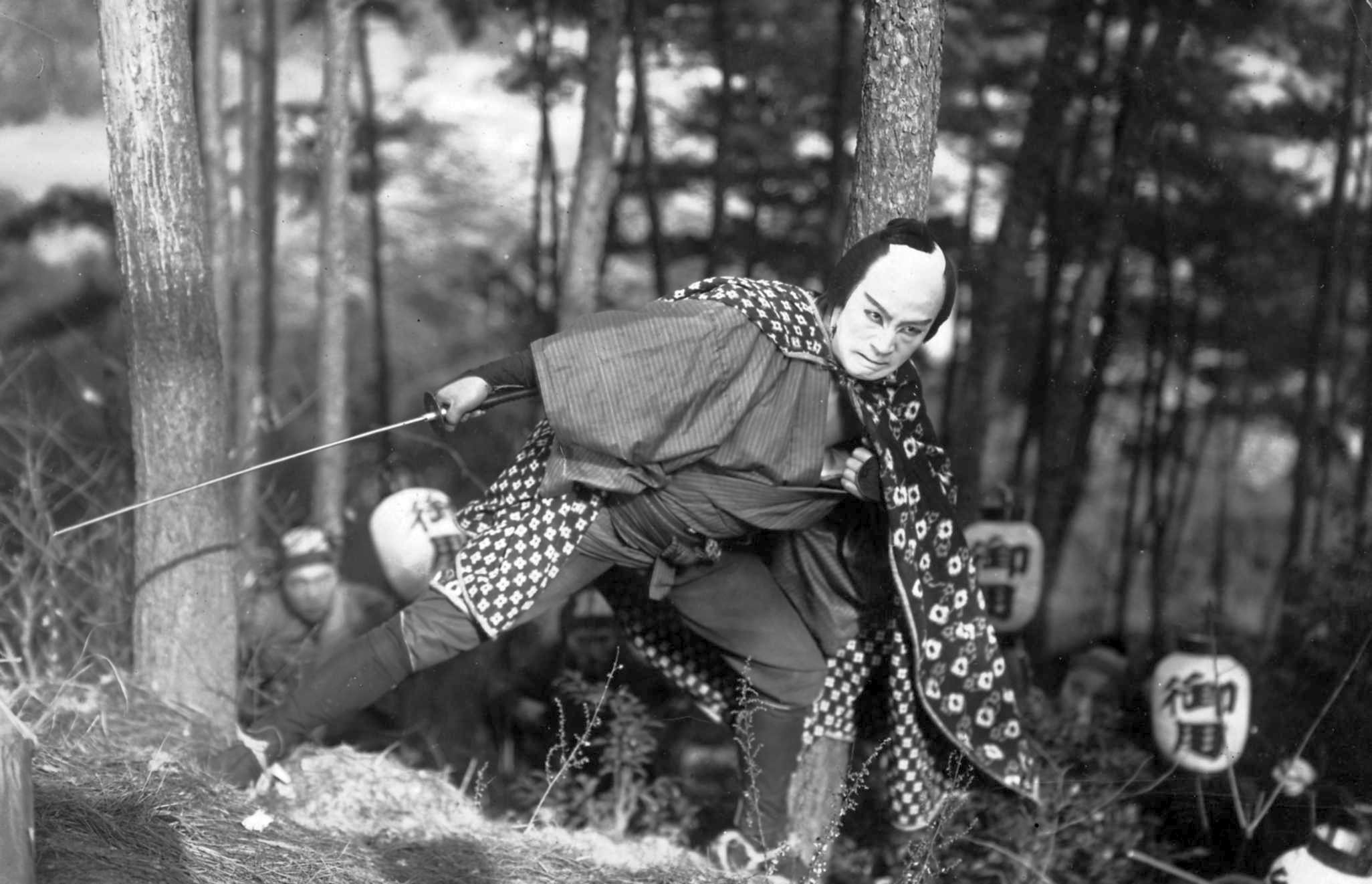
Denjirō Ōkōchi dans Le Journal de voyage de Chuji (1927).

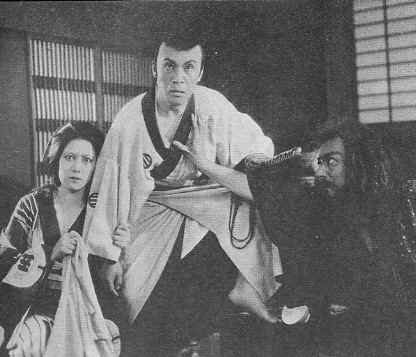
Les Procès d'Ooka (1928).

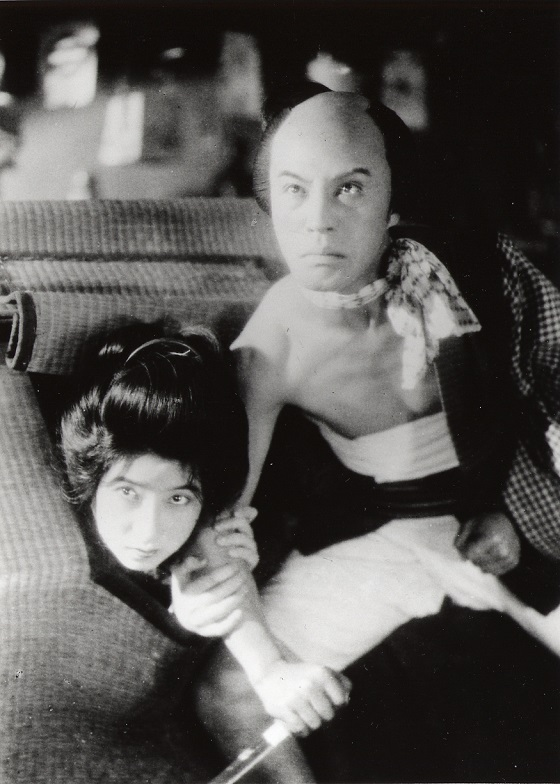
Nobuko Fushimi et Denjirō Ōkōchi dans Le Chevalier voleur (1931).

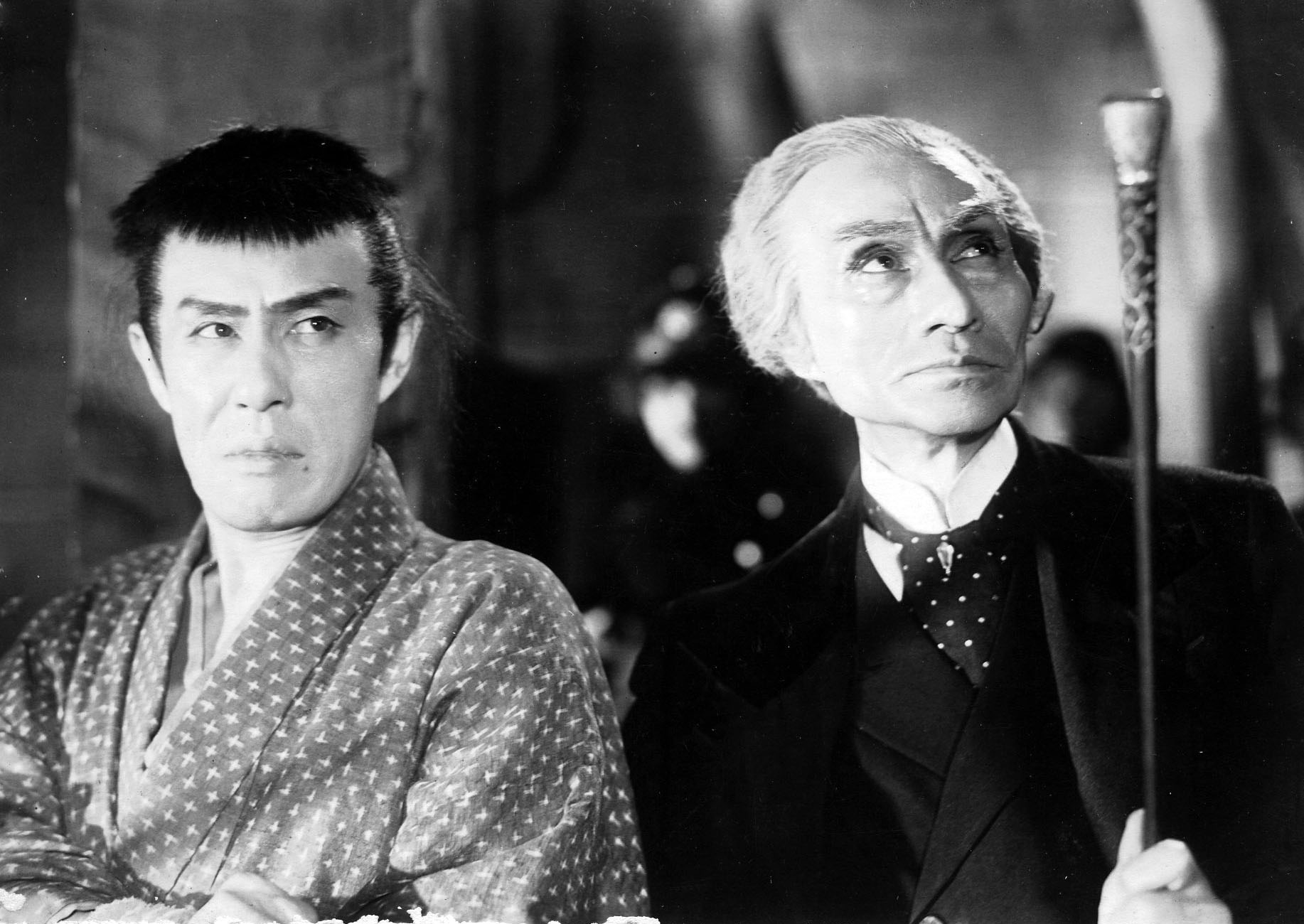
Kanjūrō Arashi et Sōjin Kamiyama dans Kurama Tengu (1942).

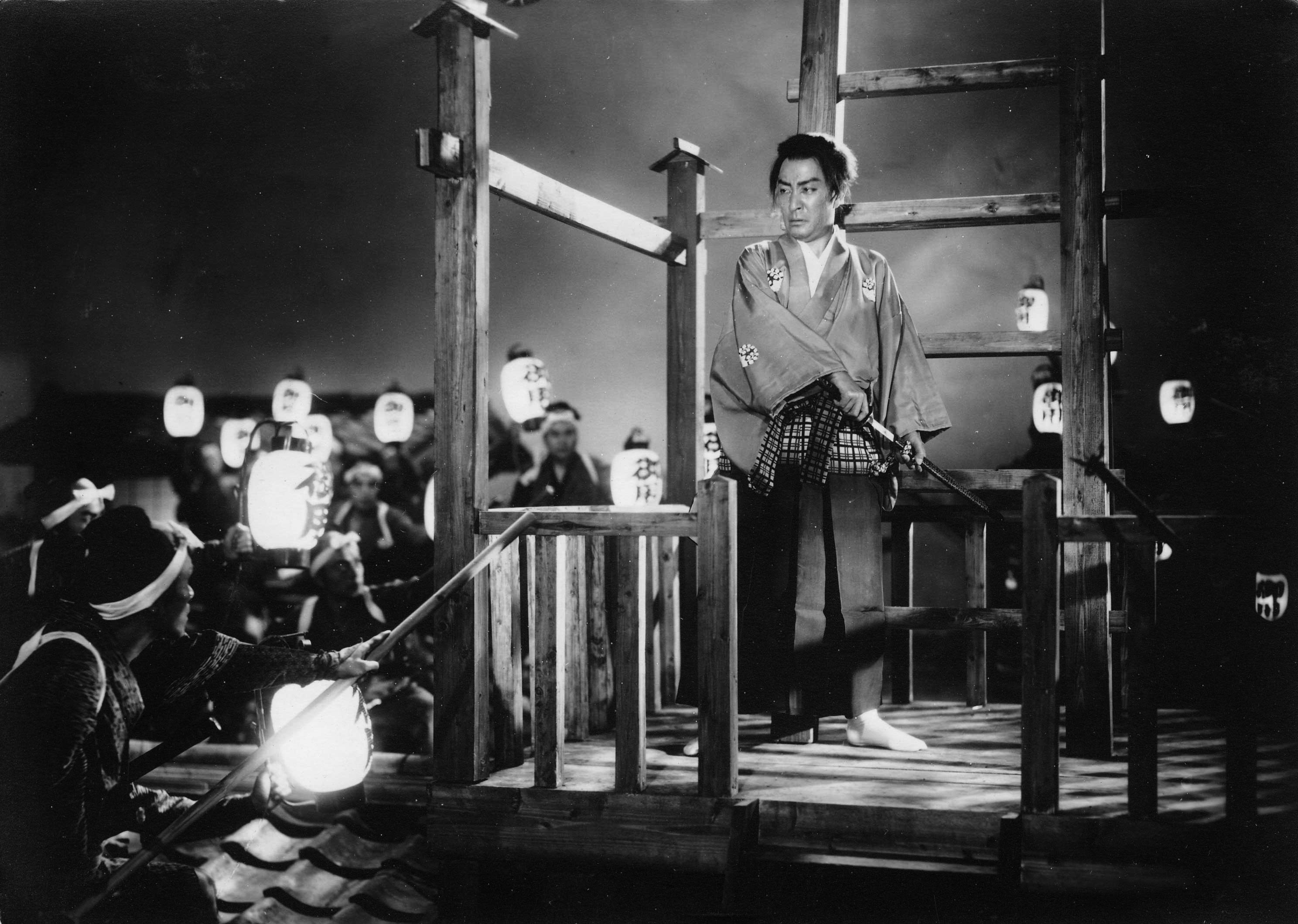
Tsumasaburō Bandō dans Le simple rōnin force le passage (1947).

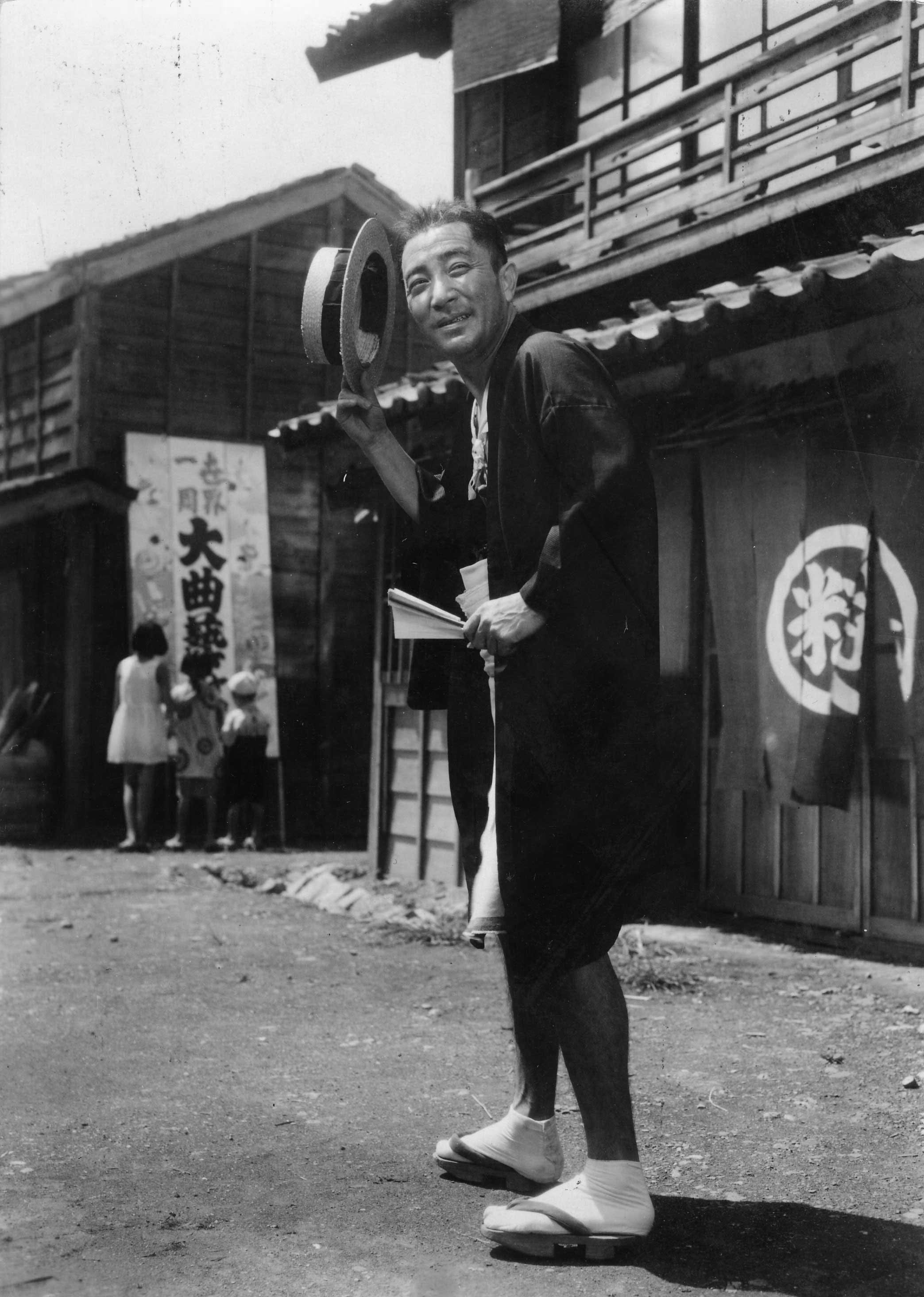
Tsumasaburō Bandō dans Ōshō, le joueur d'échecs (1948).

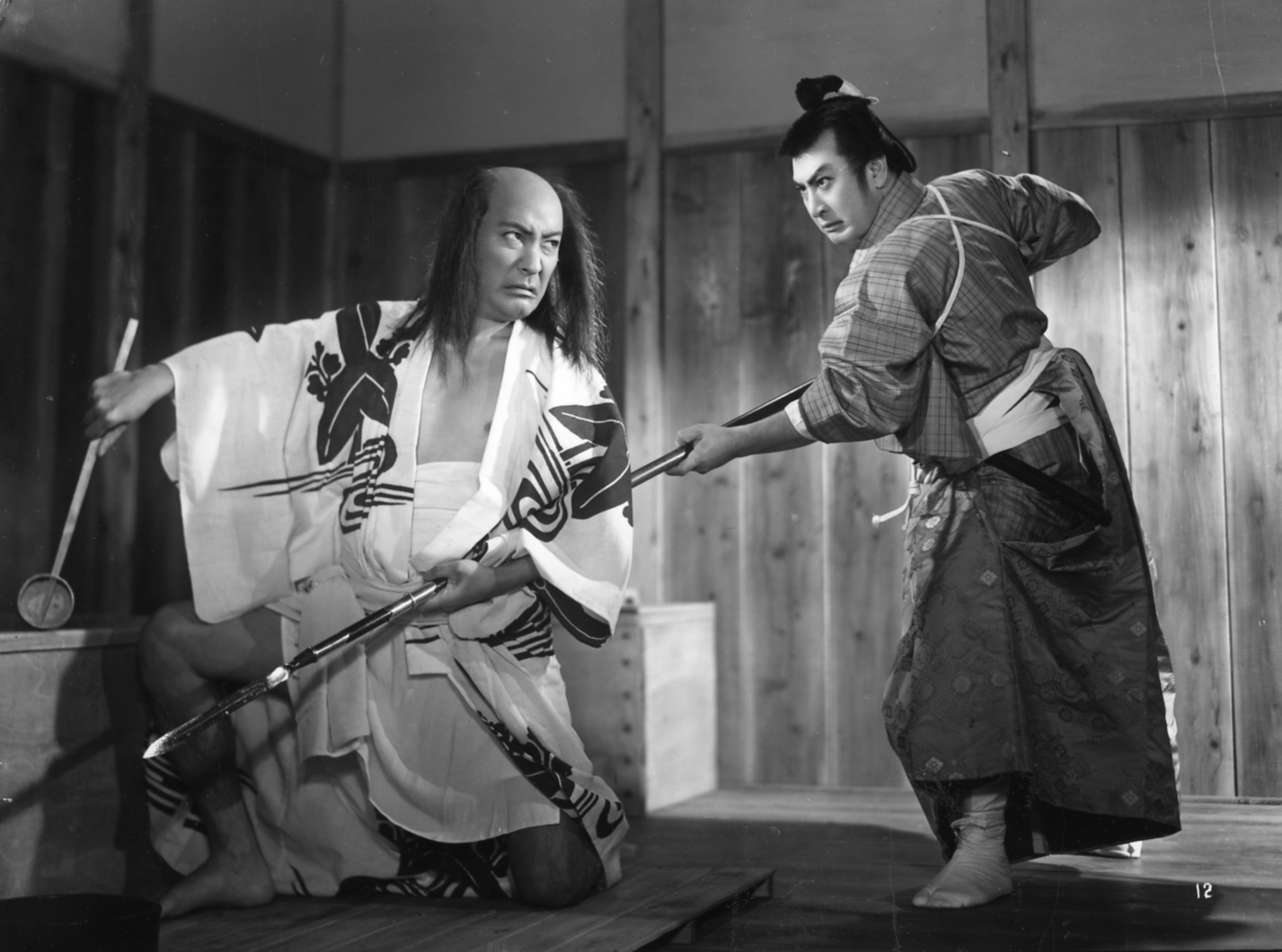
Tsumasaburō Bandō et Utaemon Ichikawa dans Cinq hommes d'Edo (1951).

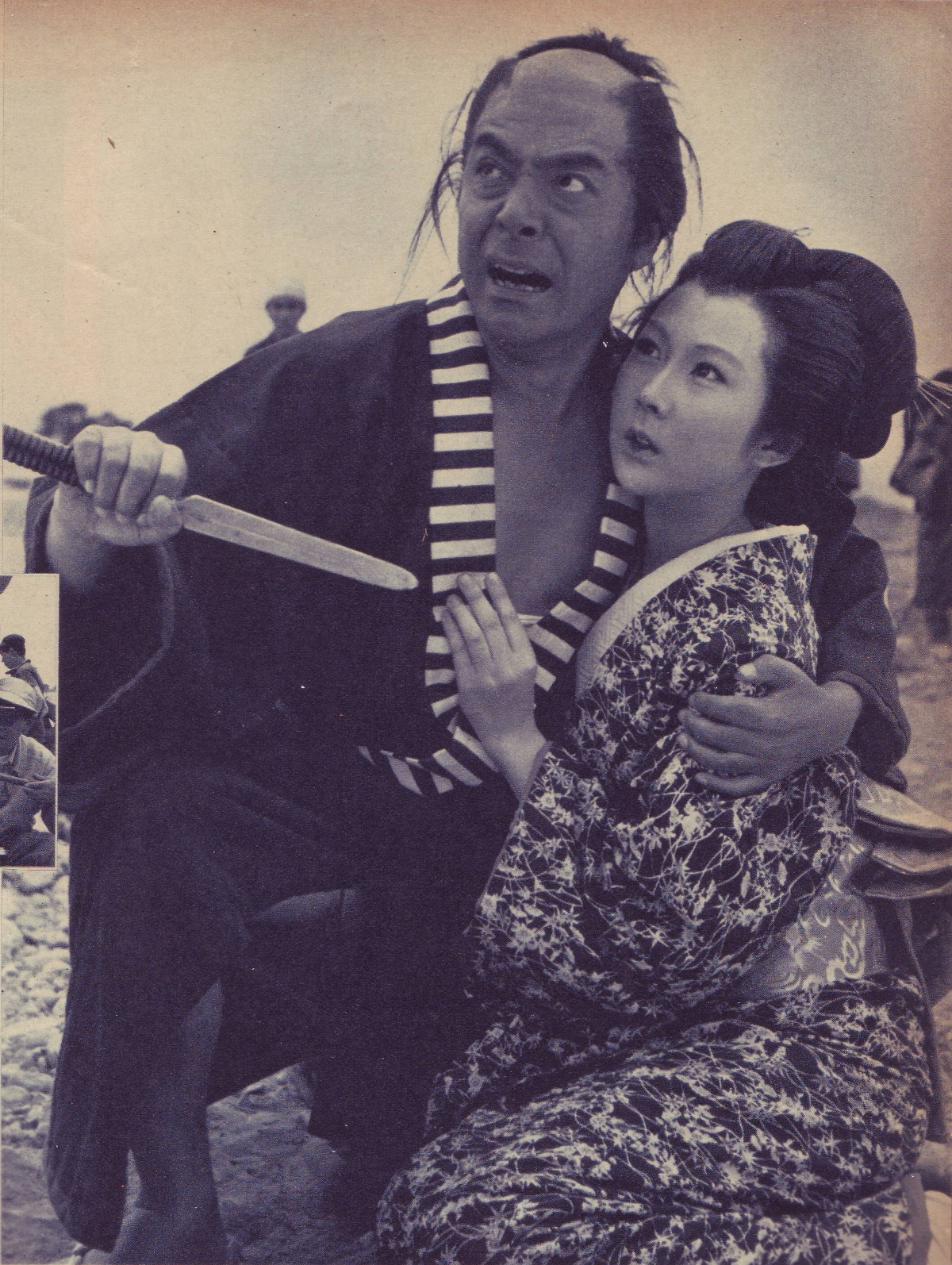
Jun Tazaki et Michiko Saga dans La Tête du serviteur (1955).

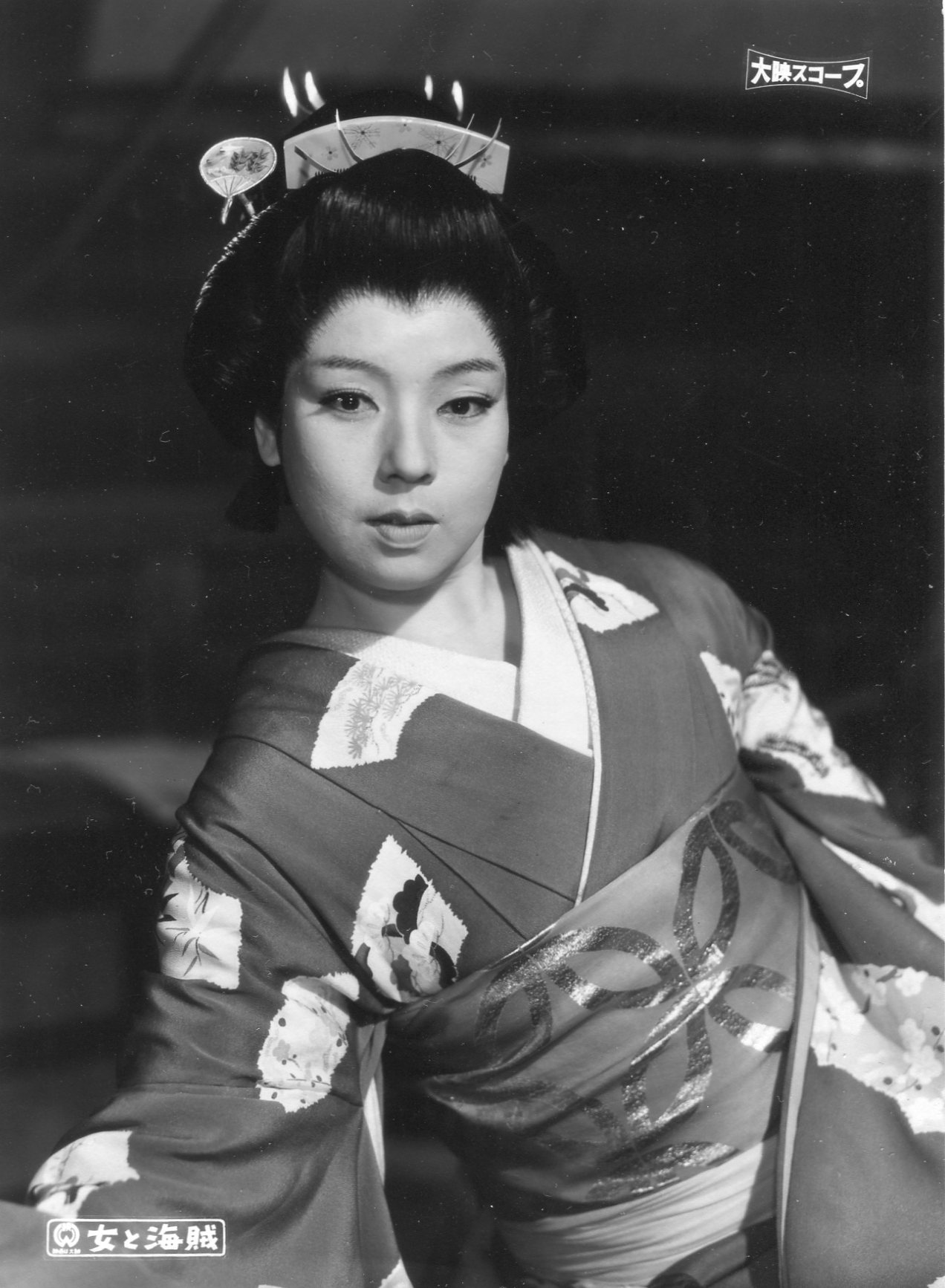
Machiko Kyō dans La Femme et les pirates (1959).

#### Années 1920
- 1924 : Journal d'un alcoolique (酒中日記, Shuchū nikki?)[13]
- 1924 : Dans le creuset (坩堝の中に, Rutsubo no nakani?)[13]
- 1924 : Le Sang lavé par le sang (血で血を洗ふ, Chi de chi o arau?)[13]
- 1924 : Les Étoiles dispersés (星は流れ飛ぶ, Hoshi wa midaretobu?)[13]
- 1924 : L'Île forteresse (城ケ島, Jōgashima?)
- 1924 : Le Sabre de la sentence (剣は裁く, Ken wa sabaku?)
- 1924 : Disimulant le sang chaud (熱血を潜めて, Nekketsu o hisomete?)
- 1925 : Fumées (煙, Kemuri?)
- 1926 : Kyoko et Shizuko (京子と倭文子, Kyōko to Shizuko?)
- 1926 : Les Cercles du soleil I (日輪 前篇, Nichirin zenpen?)
- 1926 : Les Cercles du soleil II (日輪 中篇, Nichirin chūhen?)
- 1926 : Les Cercles du soleil III (日輪 後篇, Nichirin kōhen?)
- 1926 : Un grand regret (長恨, Chōkon?)
- 1926 : Une grande colère (怒髪, Dohatsu?)
- 1927 : Kichiji le coureur (韋駄天吉次, Idaten Kichiji?)
- 1927 : Le Journal de voyage de Chuji I (忠次旅日記 甲州殺陣篇, Chūji tabi nikki : Kōshū satsujin hen?)
- 1927 : Le Fantôme vivant (生霊, Ikiryō?)
- 1927 : Les Vicissitudes de la vie I-II (流転 前後篇, Ruten?)
- 1927 : Le Journal de voyage de Chuji II (忠次旅日記 信州血笑篇, Chūji tabi nikki : Shinshū kesshō?)
- 1927 : Le Serviteur (下郎, Gerō?)
- 1927 : La Revanche et la lanterne tournante (仇討走馬燈, Adauchi sōmatō?)
- 1927 : Le Journal de voyage de Chuji III (忠次旅日記 御用篇, Chūji tabi nikki : Goyō hen?)
- 1928 : Fumées de sang à Takadanobaba (血煙高田馬場, Chikemuri Takadanobaba?)
- 1928 : Les Procès d'Ooka I (新版大岡政談 第一篇, Shinpan Ōoka seidan : daiichihen?)
- 1928 : Les Procès d'Ooka II (新版大岡政談 第二篇, Shinpan Ōoka seidan : dainihen?)
- 1928 : Nouvelles histoires fantastiques de Yotsuya (新版四谷怪談, Shinpan Yotsuya kaidan?)
- 1928 : Les Procès d'Ooka III (新版大岡政談 第三篇 解決篇, Shinpan Ōoka seidan : Kaiketsu hen?)
- 1929 : Le sabre qui tue pour le bien d'autrui (一殺多生剣, Issatsu tashō ken?)
- 1929 : Le Sabre pourfendeur d'hommes et de chevaux (斬人斬馬剣, Zanjin zanbaken?)[14]

#### Années 1930
- 1930 : Suite des jugements d'Ooka I (続大岡政談 魔像篇第一, Zoku Ōoka seidan : mazō hen daiichi?)
- 1930 : Chuya, le samouraï sans maître (素浪人忠弥, Surōnin Chūya?)
- 1930 : La Naissance et la chute de Shinsengumi I (興亡新選組 前史, Kōbō shinsengumi : zenpen?)
- 1930 : La Naissance et la chute de Shinsengumi II (興亡新選組 後史, Kōbō shinsengumi : kōhen?)
- 1930 : Le Voyageur à l'accent de Joshu (旅姿上州訛, Tabisugata Jōshū namari?)
- 1931 : Samurai Nippon I (侍ニッポン 前篇, Samurai Nippon : zenpen?)
- 1931 : Samurai Nippon II (侍ニッポン 後篇, Samurai Nippon : kōhen?)
- 1931 : Kozo Nemuri en voyage (鼠小僧旅枕, Nezumi Kozō tabimakura?)
- 1931 : Suite des jugements d'Ooka II (続大岡政談 魔像解決篇, Zoku Ōoka seidan : mazō kaiketsu hen?)
- 1931 : Le Chevalier voleur (御誂治郎吉格子, Oatsurae Jirokichi Koshi?)[15]
- 1932 : Première année de Meiji (明治元年, Meiji gannen?)
- 1932 : Un espion à Satsuma (薩摩飛脚 東海篇, Satsuma hikyaku?)
- 1933 : Hotta Hayato (堀田隼人?)
- 1933 : Tsukigata Hanpeita (月形半平太?)
- 1933 : Tange Sazen I (丹下左膳 第一篇, Tange Sazen : daiichihen?)
- 1933 : Le Mandala de la femme I (女人曼陀羅 第一篇, Nyonin mandara : daiichihen?)
- 1934 : Le Mandala de la femme II (女人曼陀羅 第二篇, Nyonin mandara : dainihen?)
- 1934 : Tange Sazen II (丹下左膳 剣戟の巻, Tange Sazen : kengeki no maki?)
- 1934 : Les 47 rōnin I et II (忠臣蔵 刃傷篇 復讐篇, Chūshingura: Ninjō-hen Fukushū-hen?)
- 1934 : Le Festival des chants et le chapeau de paille (唄祭三度笠, Utamatsuri sandogasa?)
- 1934 : Les Constructeurs (建設の人々, Kensetsu no hitobito?)
- 1935 : Le Peigne d'Oroku (お六櫛, Oroku gushi?)[16]
- 1935 : Niinō Tsuruchiyo (新納鶴千代?)
- 1935 : La Berceuse souvenir d'Edo (江戸みやげ子守唄, Edo miyage komoriuta?)
- 1936 : Le 48ème (四十八人目, Yonjūhachininme?)
- 1936 : Le Col d'Asagiri (あさぎり峠, Asagiri tōge?)
- 1937 : Troubles dans le groupe de la main noire (異変黒手組, Ihen kurotegumi?)
- 1937 : Mataemon Araki le maître de l'épée (剣豪荒木又右衛門, Kengō Araki Mataemon?)
- 1938 : Un espion à Satsuma (薩摩飛脚, Satsuma hikyaku?)

#### Années 1940
- 1940 : Araki Mataemon (荒木又右衛門?)
- 1941 : Le Col du roi des aigles (鷲ノ王峠, Washi no ō tōge?)
- 1942 : Kurama Tengu (鞍馬天狗?)
- 1943 : À deux sabres (二刀流開眼, Nitōryū kaigen?)
- 1943 : Duel à Hannyazaka (決闘般若坂, Kettō hannyazaka?)
- 1944 : Les Contrebandiers internationaux (国際密輸団, Kokusai mitsuyu-dan?)
- 1945 : Les Yakuzas dans la région de Tokai (東海水滸伝, Tōkai suikoden?) coréalisé avec Hiroshi Inagaki
- 1947 : Le simple rōnin force le passage (素浪人罷通る, Surōnin makaritōru?)
- 1948 : Ōshō, le joueur d'échecs (王将, Ōshō?)[17]
- 1949 : Le Chapeau de paille en montagne (山を飛ぶ花笠, Yama o tobu hanagasa?)

#### Années 1950
- 1950 : Le Lointain Pays de ma mère (遙かなり母の国, Harukanari haha no kuni?)
- 1950 : J'ai vu des poissons fantômes (われ幻の魚見たり, Ware maboroshi no sakana o mitari?)
- 1950 : Les Misérables I (レ・ミゼラブル あゝ無情 第一部 神と悪魔, Re mizeraburu: Kami to akuma?)[18],[19]
- 1951 : Le Palanquin mystérieux (おぼろ駕籠, Oborokago?)[20]
- 1951 : Cinq hommes d'Edo (大江戸五人男, Ōedo gonin otoko?)
- 1952 : Jirokichi derrière les barreaux (治郎吉格子, Jirōkichi kōshi?)
- 1953 : Le Trône du maître de nô (獅子の座, Shishi no za?)[21]
- 1954 : La Maison hantée (お菊と播磨, Okiku to Harima?)
- 1954 : L'Histoire de Shunkin (春琴物語, Shunkin monogatari?)[22]
- 1955 : Une femme de Meiji (明治一代女, Meiji ichidai onna?)[23]
- 1955 : La Tête du serviteur (下郎の首, Gerō no kubi?)[24]
- 1955 : Le Maître d'échecs (王将一代, Osho ichidai?)
- 1955 : L'Histoire du beau jeune homme de l'ère Genroku (元禄美少年録, Genroku bishōnen roku?)
- 1957 : Histoire d'une jeune femme (いとはん物語, Itohan monogatari?)
- 1957 : Fleurs infernales (地獄花, Jigoku bana?)
- 1958 : Les Fourberies de Benten Kozō (弁天小僧, Benten Kozō?)[25]
- 1959 : La Femme et les pirates (女と海賊, Onna to kaizoku?)
- 1959 : Une attaque Jan Arima (ジャン有馬の襲撃, Jan Arima no shūgeki?)

#### Années 1960
- 1960 : Yosaburo et ses cicatrices (切られ与三郎, Kirare Yosaburō?)
- 1960 : Duel au clair de lune (月の出の血闘, Tsukinode no kettō?)
- 1961 : Le Conspirateur (反逆児, Hangyakuji?)[26]
- 1962 : Le Bretteur Genji Kuro (源氏九郎颯爽記 秘剣揚羽の蝶, Genji Kurō sassō-ki : hiken ageha no chō?)
- 1962 : Ōshō, le joueur d'échecs (王将, Ōshō?)
- 1963 : Dix mille ryos pour cette tête (この首一万石, Kono kubi ichimangoku?)
- 1965 : Tokugawa Ieyasu (徳川家康?)

#### Années 1970
- 1970 : La Fin du Bakufu (幕末, Bakumatsu?)

### Comme scénariste
- 1920 : Renaissance (新生, Shinsei?) de Henry Kotani
- 1922 : Shimizu no Jirōchō (清水の次郎長?) de Hōtei Nomura
- 1922 : Jizō monogatari (地蔵物語?) de Tadamoto Ōkubo
- 1923 : Sendō kouta (船頭小唄?) de Yoshinobu Ikeda
- 1923 : Les Misérables I (噫無情 第一篇 放浪の巻, Ā mujō - Daiippen: Hōrō no maki?) de Kiyohiko Ushihara[27]
- 1923 : Les Misérables II (噫無情 第二篇 市長の巻, Ā mujō - Dainihen: Shichō no maki?) de Yoshinobu Ikeda
- 1923 : La Femme et les pirates (女と海賊, Onna to kaizoku?) de Hōtei Nomura
- 1931 : Le Chevalier voleur (御誂治郎吉格子, Oatsurae Jirokichi Koshi?) aussi réalisé par Daisuke Itō
- 1935 : Les Coquelicots (虞美人草, Gubijinsō?) de Kenji Mizoguchi
- 1948 : Ōshō, le joueur d'échecs (王将, Ōshō?) aussi réalisé par Daisuke Itō
- 1959 : Chronique des cerisiers pâles (薄桜記, Hakuōki?) de Kazuo Mori
- 1963 : La Vengeance d'un acteur (雪之丞変化, Yukinojō henge?) de Kon Ichikawa
- 1965 : La Légende de Zatoïchi : Voyage en enfer (座頭市地獄旅, Zatōichi jigoku tabi?) : Kenji Misumi
- 1971 : La Légende de Musashi : Duel à mort (真剣勝負, Shinken shobu?) de Tomu Uchida

## Récompenses et distinctions
Sauf indication contraire, les informations mentionnées dans cette section peuvent être confirmées par la base de données cinématographiques IMDb,  présente dans la section « Liens externes ».
- 1928 : prix Kinema Junpō du meilleur film pour Le Journal de voyage de Chuji III
- 1932 : prix Kinema Junpō du meilleur film d'époque pour Suite des jugements d'Ooka I
- 1955 : prix du meilleur film pour L'Histoire de Shunkin à l'Asia-Pacific Film Festival
- 1962 : prix Blue Ribbon du meilleur réalisateur pour Le Conspirateur[28]